# Beretta Corvo V
Beretta Corvo V (також Beretta Corvus 12,7, або Victrix Armament Corvus) — великокаліберна снайперська гвинтівка, яка є частиною лінійки гвинтівок Minerva Mille, розроблених італійською компанією Victrix Armament, що входить до холдингу Beretta Holding Group, для військових і робітників правоохоронних структур. Гвинтівка призначена для високоточної стрільби на великі відстані, а також для ураження легкоброньованої та неброньованої техніки, а також особового складу противника за укриттями, що не пробиваються стрілецькою зброєю звичайного калібру.

## Історія
20 січня 2017 року відомий виробник зброї Beretta придбала в італійської компанії Officina Meccanica Rottigni бренд і виробничу лінію гвинтівок Victrix Armaments. Під назвою Victrix Armaments випускали три збройові лінійки: Minerva – тактичні гвинтівки для силових структур; Victoria – зброя для спортивної стрільби, а також Lunae – гвинтівки для мисливців.
Також під брендом Victrix Armaments випускаються різні збройові аксесуари. Зокрема приклади для високоточної стрільби, магазини, сошки, дульні гальма тощо. Продукція компанії розрахована на високоточну стрільбу, всі гвинтівки випускаються з поздовжньо-ковзним затвором.
Вперше компанія Beretta покаже гвинтівки Victrix Corvus, як подальший розвиток лінійки гвинтівок для силових структур Victrix Armaments Minerva, на збройовій виставці DSEi Show 2017 в Лондоні. Гвинтівка була призначена для заповнення вакууму на ринку великокаліберних снайперських гвинтівок, які були б точними та надійними, але при цьому не надто важкими та громіздкими.
З 2020 року випускається під назвою Corvo V.

## Конструкція
Снайперська гвинтівка Beretta Corvus використовує ручну перезарядку з подовжньо ковзним поворотним затвором. Ствольна коробка сталева, затвор має три радіальні бойові упори в передній частині. Ложа гвинтівки виготовлена з алюмінієвих сплавів і має складний регульований приклад. На стволі встановлено високоефективне дульне гальмо, живлення патронами здійснюється з відокремлених коробчатих магазинів. Для установки оптичних прицілів є інтегрована напрямна типу Пікатінні, що йде по ствольній коробці та цівці. На цівці також є додаткові напрямні Пікатінні.Гвинтівка штатно комплектується легкою складною сошкою та регульованою опорою під прикладом. До гвинтівки пропонується оптичний приціл денний Steiner Military 5-25×56.
У разі використання відповідних боєприпасів виробник заявляє купчастість на рівні 0.5 МОА на дистанції до 1 000 метрів.

## Оператори
- Україна — стоїть на озброєнні бійців ОШБ «Лють» з 2023 року та використовується в російсько-українській війні.[4]